# Đông Cường
Đông Cường là một xã thuộc huyện Đông Hưng, tỉnh Thái Bình, Việt Nam.
Đình làng Hoàng Quan trên địa bàn xã thờ bà đào nương Phạm Thị Trân - bà tổ của nghệ thuật hát chèo ở Việt Nam.

## Diện tích và dân số
Xã Đông Cường có diện tích 7,95 km². Theo Tổng điều tra dân số năm 1999, xã Đông Cường có số dân 6.953 người.

## Địa giới hành chính
Xã Đông Cường nằm ở phía đông bắc của huyện Đông Hưng, thuộc tả ngạn sông Tiên Hưng.
- Phía đông giáp xã Đồng Tiến, huyện Quỳnh Phụ và xã Thụy Thanh, huyện Thái Thụy;
- Phía nam giáp xã Đông Kinh, huyện Đông Hưng;
- Phía tây giáp các xã Đông Xá và Đông Phương, huyện Đông Hưng;
- Phía bắc giáp xã Đông Phương, huyện Đông Hưng và xã Đồng Tiến, huyện Quỳnh Phụ.